# Sigmodontinae
Sigmodontinae (лат.) — американское подсемейство грызунов семейства хомяковых.

## Описание
К хлопковым хомякам относятся мелкие мышеобразные грызуны: длина тела от 6,2 до 36 см, хвоста от 30 до 330 мм, вес от 7 до 455 г. Внешний вид отличается разнообразием, напоминая мышей, крыс, полёвок, кротов, гоферов и землероек. Окраска представлена разными оттенками коричневого, серого, красноватого и жёлтого; брюшко светлее.

## Образ жизни
Хлопковые хомяки распространены в Новом Свете, преимущественно в Южной Америке — от Огненной Земли до Мексики. В США встречаются к северу до Небраски и Нью-Джерси. Также водятся на Галапагосских островах. Занимают по сути те же экологические ниши, что и мышиные в Старом Свете. Отличаются большим разнообразием; имеются наземные, древесные, роющие и полуводные формы. Питаются растительной и животной пищей. Размножаются круглый год, принося по 2—3 помёта, хотя их бывает и 6—7. Беременность длится 20—30 дней. В помёте обычно 3—5 детёнышей. У некоторых видов они становятся самостоятельными уже на 5 день и сами приносят потомство на 4 неделе жизни. Продолжительность жизни в природе зачастую не более года.

## Классификация
Sigmodontinae — одна из самых многочисленных групп млекопитающих. В неё входит 377 видов, объединяемых в 74 рода:
- Подсемейство Sigmodontinae
  - Триба Sigmodontini
    - Род Хлопковые хомяки (Sigmodon)
      - Хлопковый хомяк Аллена (Sigmodon alleni)
      - Хлопковый хомяк Элстона (Sigmodon alstoni)
      - Аризонский хлопковый хомяк (Sigmodon arizonae)
      - Буробрюхий хлопковый хомяк (Sigmodon fulviventer)
      - Sigmodon hirsutus
      - Щетинистый хлопковый хомяк (Sigmodon hispidus)
      - Андийский хлопковый хомяк (Sigmodon inopinatus)
      - Белоухий хлопковый хомяк (Sigmodon leucotis)
      - Халисканский хлопковый хомяк (Sigmodon mascotensis)
      - Желтоносый хлопковый хомяк (Sigmodon ochrognathus)
      - Перуанский хлопковый хомяк (Sigmodon peruanus)
      - Sigmodon planifrons
      - Sigmodon toltecus
      - Sigmodon zanjonensis

  - Триба Ichthyomyini
    - Род Горные рыбоядные хомяки (Neusticomys)
      - Neusticomys ferreirai
      - Горный рыбоядный хомяк (Neusticomys monticolus)
      - Рыбоядный хомяк Муссо (Neusticomys mussoi)
      - Гвианский рыбоядный хомяк (Neusticomys oyapocki)
      - Перуанский рыбоядный хомяк (Neusticomys peruviensis)
      - Венесуэльский рыбоядный хомяк (Neusticomys venezuelae)

    - Род Центральноамериканские рыбоядные хомяки (Rheomys)[2]
      - Мексиканский рыбоядный хомяк (Rheomys mexicanus)[2]
      - Панамский рыбоядный хомяк (Rheomys raptor)[2]
      - Рыбоядный хомяк Томаса (Rheomys thomasi)[2]
      - Хомяк Ундервуда (Rheomys underwoodi)[2]

    - Род Эквадорские рыбоядные хомячки (Anotomys)[3][a]
      - Эквадорский рыбоядный хомячок (Anotomys leander)[4]

    - Род Chibchanomys
      - Chibchanomys orcesi
      - Колумбийский рыбоядный хомячок (Chibchanomys trichotis)[4]

    - Род Рыбоядные хомяки (Ichthyomys)[5]
      - Рыбоядный хомяк (Ichthyomys hydrobates)[5]
      - Хомяк Питтиера (Ichthyomys pittieri)[5]
      - Хомяк Штольцмана (Ichthyomys stolzmanni)[5]
      - Ichthyomys tweedii

  - Триба Oryzomyini
    - Род Oryzomys
      - Рисовый хомяк Томеса (Oryzomys albigularis)
      - Рисовый хомяк Альфаро (Oryzomys alfaroi)
      - Oryzomys angouya
      - † Ямайский рисовый хомяк (Oryzomys antillarum). Обитал на острове Ямайка. Исчезновение связано с заселением острова серыми крысами и мангустами[6].
      - Эквадорский рисовый хомяк (Oryzomys auriventer)
      - Перуанский рисовый хомяк (Oryzomys balneator)
      - Рисовый хомяк Боливара (Oryzomys bolivaris)
      - Oryzomys caracolus
      - Рисовый хомяк Чапмана (Oryzomys chapmani)
      - Техасский рисовый хомяк (Oryzomys couesi)
      - Oryzomys curasoae
      - Коста-риканский рисовый хомяк (Oryzomys devius)
      - Рисовый хомяк Томаса (Oryzomys dimidiatus)
      - Oryzomys emmonsae
      - Галапагосский рисовый хомяк (Oryzomys galapagoensis)
      - Рисовый хомяк Горгаса (Oryzomys gorgasi)
      - Рисовый хомяк Хаммонда (Oryzomys hammondi)
      - Рисовый хомяк Кейса (Oryzomys keaysi)
      - Страшный рисовый хомяк (Oryzomys lamia)
      - Oryzomys laticeps
      - Боливийский рисовый хомяк (Oryzomys legatus)
      - Светлоногий рисовый хомяк (Oryzomys levipes)
      - Рисовый хомяк Макконнелла (Oryzomys macconnelli)
      - Маракуйский рисовый хомяк (Oryzomys maracajuensis)
      - Oryzomys marinhus
      - Oryzomys megacephalus
      - Черноухий рисовый хомяк (Oryzomys melanotis)
      - Oryzomys meridensis
      - Рисовый хомяк Нельсона (Oryzomys nelsoni)
      - Изящный рисовый хомяк (Oryzomys nitidus)
      - Болотный рисовый хомяк (Oryzomys palustris)
      - Oryzomys perenensis
      - Серый рисовый хомяк (Oryzomys polius)
      - Полосатый рисовый хомяк (Oryzomys rhabdops)
      - Длинноносый рисовый хомяк (Oryzomys rostratus)
      - Oryzomys russatus
      - Горнолесной рисовый хомяк (Oryzomys saturatior)
      - Рисовый хомяк Скотта (Oryzomys scotti)
      - Oryzomys seuanezi
      - Террасовый рисовый хомяк (Oryzomys subflavus)
      - Таламанканский рисовый хомяк (Oryzomys talamancae)
      - Oryzomys tatei
      - Желтоватый рисовый хомяк (Oryzomys xanthaeolus)
      - Венесуэльский рисовый хомяк (Oryzomys yunganus)

    - Род Галапагосские хомячки (Nesoryzomys)
      - † Дарвинов хомячок (Nesoryzomys darwini)
      - Фернандинский хомячок (Nesoryzomys fernandinae)
      - † Сантакрусский хомячок (Nesoryzomys indefessus)
      - Nesoryzomys narboroughi
      - Сансальвадорский хомячок (Nesoryzomys swarthi)

    - Род Гигантские рисовые хомяки (Megalomys)
      - Барбудаский хомяк (Megalomys audreyae)[7]
      - Megalomys curazensis
      - Антильский хомяк (Megalomys desmarestii)[8]
      - Сент-люсийский хомяк (Megalomys luciae)[8]
      - Megalomys georginae

    - Род Дымчатые хомяки (Melanomys)
      - Дымчатый хомяк (Melanomys caliginosus)
      - Массивный рисовый хомяк (Melanomys robustulus)
      - Перуанский дымчатый хомяк (Melanomys zunigae)

    - Род Водяные рисовые хомяки (Sigmodontomys)
      - Рисовый хомяк Альфаро (Sigmodontomys alfari)
      - Рисовый хомяк Харриса (Sigmodontomys aphrastus)

    - Род Плавающие хомяки (Nectomys)
      - Nectomys apicalis
      - Nectomys magdalenae
      - Тринидадский плавающий хомяк (Nectomys palmipes)
      - Малоногий плавающий хомяк (Nectomys rattus)
      - Южноамериканский плавающий хомяк (Nectomys squamipes)

    - Род Amphinectomys
      - Полуводный хомяк (Amphinectomys savamis)

    - Род Карликовые рисовые хомячки (Oligoryzomys)
      - Андийский рисовый хомячок (Oligoryzomys andinus)
      - Песчаный рисовый хомячок (Oligoryzomys arenalis)
      - Oligoryzomys brendae
      - Чакский рисовый хомячок (Oligoryzomys chacoensis)
      - Рисовый хомячок-разрушитель (Oligoryzomys destructor)
      - Жёлтый рисовый хомячок (Oligoryzomys flavescens)
      - Oligoryzomys fornesi
      - Бурый рисовый хомячок (Oligoryzomys fulvescens)
      - Серый рисовый хомячок (Oligoryzomys griseolus)
      - Длиннохвостый рисовый хомячок (Oligoryzomys longicaudatus)
      - Магелланов рисовый хомячок (Oligoryzomys magellanicus)
      - Короткоухий рисовый хомячок (Oligoryzomys microtis)
      - Oligoryzomys moojeni
      - Черноногий рисовый хомячок (Oligoryzomys nigripes)
      - Oligoryzomys rupestris
      - Oligoryzomys stramineus
      - Панамский рисовый хомячок (Oligoryzomys vegetus)
      - † Сентвинсентский рисовый хомячок (Oligoryzomys victus). Известен с острова Сент-Винсент. С 1897 года сведений нет. Исчезновение связано с интродукцией на остров мангустов[9].

    - Род Колючие рисовые хомячки (Neacomys)
      - Колючий хомячок Дюбо (Neacomys dubosti)
      - Гвианский колючий хомячок (Neacomys guianae)
      - Neacomys minutus
      - Neacomys musseri
      - Суринамский колючий хомячок (Neacomys paracou)
      - Пёстрый хомячок (Neacomys pictus)
      - Колючий хомячок (Neacomys spinosus)
      - Узколапый колючий хомячок (Neacomys tenuipes)

    - Род Камышовые хомячки (Zygodontomys)
      - Короткохвостый камышовый хомячок (Zygodontomys brevicauda)
      - Бурый камышовый хомячок (Zygodontomys brunneus)

    - Род Lundomys
      - Lundomys molitor

    - Род Перепончатолапые хомяки (Holochilus)
      - Перепончатолапый хомяк (Holochilus brasiliensis)
      - Чакский болотный хомяк (Holochilus chacarius)
      - Болотный хомяк (Holochilus sciureus)

    - Род Pseudoryzomys
      - Рато-до-мато (Pseudoryzomys simplex)

    - Род Microakodontomys
      - Микроакодонтомис (Microakodontomys transitorius)

    - Род Древесные рисовые хомячки (Oecomys)
      - Oecomys auyantepui
      - Двухцветный древесный хомячок (Oecomys bicolor)
      - Oecomys catherinae
      - Древесный хомячок Клебера (Oecomys cleberi)
      - Одноцветный древесный хомячок (Oecomys concolor)
      - Жёлтый древесный хомячок (Oecomys flavicans)
      - Парагвайский древесный хомячок (Oecomys mamorae)
      - Бразильский древесный хомячок (Oecomys paricola)
      - Тёмный древесный хомячок (Oecomys phaeotis)
      - Королевский древесный хомячок (Oecomys rex)
      - Древесный хомячок Роберта (Oecomys roberti)
      - Красный древесный хомячок (Oecomys rutilus)
      - Древесный рисовый хомячок (Oecomys speciosus)
      - Предгорный древесный хомячок (Oecomys superans)
      - Oecomys sydandersoni
      - Тринидадский древесный хомячок (Oecomys trinitatis)

    - Род Горные рисовые хомячки (Microryzomys)
      - Высокогорный рисовый хомячок (Microryzomys altissimus)
      - Лесной рисовый хомячок (Microryzomys minutus)

    - Род Колючие хомячки (Scolomys)
      - Эквадорский колючий хомячок (Scolomys melanops)
      - Укаяльский колючий хомячок (Scolomys ucayalensis)

    - Род Хомячки Хэндли (Handleyomys)
      - Handleyomys alfaroi
      - Handleyomys chapmani
      - Малый хомяк Хэндли (Handleyomys fuscatus)
      - Большой хомяк Хэндли (Handleyomys intectus)
      - Handleyomys melanotis
      - Handleyomys rhabdops
      - Handleyomys rostratus
      - Handleyomys saturatior

    - † Род Noronhomys
      - † Noronhomys vespuccii

  - Триба Thomasomyini
    - Род Abrawayaomys
      - Бразильский колючий хомяк (Abrawayaomys ruschii)

    - Род Эпеомисы (Aepomys)
      - Оливковый горный хомячок (Aepeomys lugens)
      - Aepeomys reigi

    - Род Chilomys
      - Колумбийский хомячок (Chilomys instans)

    - Род Атлантические хомяки (Delomys)
      - Delomys collinus
      - Полосатый атлантический хомяк (Delomys dorsalis)
      - бледный атлантический хомяк (Delomys sublineatus)

    - Род Phaenomys
      - Рио-де-жанейрский хомяк (Phaenomys ferrugineus)

    - Род Rhagomys
      - Rhagomys longilingua
      - Бразильский древесный хомячок (Rhagomys rufescens)

    - Род Южноамериканские лазающие хомячки (Rhipidomys)
      - Южный лазающий хомячок (Rhipidomys austrinus)
      - Rhipidomys cariri
      - Каукский лазающий хомячок (Rhipidomys caucensis)
      - Лазающий хомячок Коуэса (Rhipidomys couesi)
      - Rhipidomys emiliae
      - Буробрюхий лазающий хомячок (Rhipidomys fulviventer)
      - Rhipidomys gardneri
      - Широколапый лазающий хомячок (Rhipidomys latimanus)
      - Белоногий лазающий хомячок (Rhipidomys leucodactylus)
      - Лазающий хомячок Макконнелла (Rhipidomys macconnelli)
      - Rhipidomys macrurus
      - Длиннохвостый лазающий хомячок (Rhipidomys mastacalis)
      - Rhipidomys modicus
      - Блестящий лазающий хомячок (Rhipidomys nitela)
      - Желтобрюхий лазающий хомячок (Rhipidomys ochrogaster)
      - Венесуэльский лазающий хомячок (Rhipidomys venezuelae)
      - Красивый лазающий хомячок (Rhipidomys venustus)
      - Лазающий хомячок Ветцела (Rhipidomys wetzeli)

    - Род Томасовы хомячки (Thomasomys)
      - Thomasomys andersoni
      - Thomasomys apeco
      - Золотистый томасов хомячок (Thomasomys aureus)
      - Малоглазый томасов хомячок (Thomasomys baeops)
      - Шелковистый томасов хомячок (Thomasomys bombycinus)
      - Thomasomys burneoi
      - Thomasomys caudivarius
      - Серобрюхий томасов хомячок (Thomasomys cinereiventer)
      - Пепельный томасов хомячок (Thomasomys cinereus)
      - Thomasomys cinnameus
      - Томасов хомячок Дафны (Thomasomys daphne)
      - Перуанский томасов хомячок (Thomasomys eleusis)
      - Thomasomys erro
      - Изящный томасов хомячок (Thomasomys gracilis)
      - Thomasomys hudsoni
      - Зарослевый томасов хомячок (Thomasomys hylophilus)
      - Инкский томасов хомячок (Thomasomys incanus)
      - Короткохвостый томасов хомячок (Thomasomys ischyrus)
      - Хомячок Калиновского (Thomasomys kalinowskii)
      - Хомячок Лэдью (Thomasomys ladewi)
      - Колумбийский томасов хомячок (Thomasomys laniger)
      - Thomasomys macrotis
      - Одноцветный томасов хомячок (Thomasomys monochromos)
      - Белоногий томасов хомячок (Thomasomys niveipes)
      - Заметный томасов хомячок (Thomasomys notatus)
      - Центральноперуанский томасов хомячок (Thomasomys onkiro)
      - Горный томасов хомячок (Thomasomys oreas)
      - Томасов хомячок парамо (Thomasomys paramorum)
      - Thomasomys popayanus
      - Thomasomys praetor
      - Красноспинный томасов хомячок (Thomasomys pyrrhonotus)
      - Хомячок Роадса (Thomasomys rhoadsi)
      - Томасов хомячок Розалинды (Thomasomys rosalinda)
      - Лесной томасов хомячок (Thomasomys silvestris)
      - Хомячок Тачановского (Thomasomys taczanowskii)
      - Thomasomys ucucha
      - Элегантный томасов хомячок (Thomasomys vestitus)
      - Thomasomys vulcani

    - Род Wilfredomys
      - Хомячок Уилфреда (Wilfredomys oenax)

  - Триба Wiedomyini
    - † Род Cholomys
      - † Cholomys pearsoni

    - Род Wiedomys
      - Wiedomys cerradensis
      - Красноносый хомячок (Wiedomys pyrrhorhinos)

  - Триба Akodontini
    - Род Южноамериканские полевые хомячки (Akodon)
      - Горный полевой хомячок (Akodon aerosus)
      - Колумбийский полевой хомячок (Akodon affinis)
      - Белобрюхий полевой хомячок (Akodon albiventer)
      - Полевой хомячок Азары (Akodon azarae)
      - Akodon bogotensis
      - Боливийский полевой хомячок (Akodon boliviensis)
      - Полевой хомячок Будина (Akodon budini)
      - Akodon caenosus
      - Хомячок-бегунок (Akodon cursor)
      - Полевой хомячок Дэя (Akodon dayi)
      - Полевой хомячок Долорес (Akodon dolores)
      - Дымчатый полевой хомячок (Akodon fumeus)
      - Akodon glaucinus
      - Сообразительный полевой хомячок (Akodon iniscatus)
      - Хунинский полевой хомячок (Akodon juninensis)
      - Полевой хомячок Кофорда (Akodon kofordi)
      - Akodon latebricola
      - Полевой хомячок Линдберга (Akodon lindberghi)
      - Akodon lutescens
      - Akodon mimus
      - Полевой хомячок Молина (Akodon molinae)
      - Мягкий полевой хомячок (Akodon mollis)
      - Akodon montensis
      - Akodon mystax
      - Аргентинский полевой хомячок (Akodon neocenus)
      - Эльдорадский полевой хомячок (Akodon orophilus)
      - Akodon paranaensis
      - Akodon pervalens
      - Akodon philipmyersi
      - Akodon polopi
      - Akodon reigi
      - Санпаулоский полевой хомячок (Akodon sanctipaulensis)
      - Серрадоский полевой хомячок (Akodon serrensis)
      - Кочабамбский полевой хомячок (Akodon siberiae)
      - Серобрюхий полевой хомячок (Akodon simulator)
      - Полевой хомячок Спегаццина (Akodon spegazzinii)
      - Полевой хомячок пуны (Akodon subfuscus)
      - Безмолвный хомячок (Akodon surdus)
      - Лесной полевой хомячок (Akodon sylvanus)
      - Akodon tartareus
      - Чакский полевой хомячок (Akodon toba)
      - Горнолесной полевой хомячок (Akodon torques)
      - Изменчивый полевой хомячок (Akodon varius)

    - Род Рыженосые хомячки (Bibimys)
      - Аргентинский рыженосый хомячок (Bibimys chacoensis)
      - Большегубый хомячок (Bibimys labiosus)
      - Хомячок Торреса (Bibimys torresi)

    - Род Blarinomys
      - Коротколапый хомячок (Blarinomys breviceps)

    - Род Пэттерсоновы хомячки (Brucepattersonius)
      - Серорыжий хомячок (Brucepattersonius griserufescens)
      - Хомячок гуарани (Brucepattersonius guarani)
      - Рыжебрюхий хомячок (Brucepattersonius igniventris)
      - Хомячок Айхеринга (Brucepattersonius iheringi)
      - Североаргентинский хомячок (Brucepattersonius misionensis)
      - Райский хомячок (Brucepattersonius paradisus)
      - Землеройковый хомячок (Brucepattersonius soricinus)

    - Род Deltamys
      - Полевой хомячок Кемпа (Deltamys kempi)

    - Род Толстохвостые хомячки (Juscelinomys)
      - † Кандангоский хомячок (Juscelinomys candango)
      - Juscelinomys guaporensis
      - Juscelinomys huanchacae

    - Род Большие водяные хомяки (Kunsia)
      - Большой роющий хомяк (Kunsia fronto)
      - Большой лохматый хомяк (Kunsia tomentosus)

    - Род Lenoxus
      - Перуанский хомячок (Lenoxus apicalis)

    - Род Боломисы (Necromys)
      - Красивый боломис (Necromys amoenus)
      - Necromys benefactus
      - Боливийский боломис (Necromys lactens)
      - Волосатохвостый боломис (Necromys lasiurus)
      - Necromys lenguarum
      - Тёмный боломис (Necromys obscurus)
      - Пятнистый боломис (Necromys punctulatus)
      - Боломис Темчука (Necromys temchuki)
      - Necromys urichi

    - Род Копающие хомячки (Oxymycterus)
      - Аргентинский копающий хомячок (Oxymycterus akodontius)
      - Oxymycterus amazonicus
      - Угловатый копающий хомячок (Oxymycterus angularis)
      - Oxymycterus caparaoe
      - Oxymycterus dasytrichus
      - Хомячок-лазутчик (Oxymycterus delator)
      - Малый копающий хомячок (Oxymycterus hiska)
      - Щетинистый хомячок (Oxymycterus hispidus)
      - Кочобамбский хомячок (Oxymycterus hucucha)
      - Инкский хомячок (Oxymycterus inca)
      - Oxymycterus josei
      - Длинноносый копающий хомячок (Oxymycterus nasutus)
      - Копающий хомячок парамо (Oxymycterus paramensis)
      - Oxymycterus quaestor
      - Копающий хомячок Роберта (Oxymycterus roberti)
      - Рыжий копающий хомячок (Oxymycterus rufus)
      - Oxymycterus wayku

    - Род Podoxymys
      - Рораимский хомячок (Podoxymys roraimae)

    - Род Scapteromys
      - Scapteromys aquaticus
      - Аргентинский водяной хомяк (Scapteromys tumidus)

    - Род Хомячки серрадо (Thalpomys)
      - Хомячок серрадо (Thalpomys cerradensis)
      - Волосатоухий хомячок (Thalpomys lasiotis)

    - Род Thaptomys
      - Черноватый полевой хомячок (Thaptomys nigrita)

  - Триба Abrotrichini
    - Род Хомячки плоскогорий (Abrothrix)
      - Перуанский хомячок плоскогорий (Abrothrix andinus)
      - Abrothrix hershkovitzi
      - Abrothrix illuteus
      - Боливийский хомячок плоскогорий (Abrothrix jelskii)
      - Abrothrix lanosus
      - Abrothrix longipilis
      - Abrothrix olivaceus
      - Abrothrix sanborni

    - Род Кротовые хомячки (Chelemys)
      - Chelemys delfini
      - Андийский кротовый хомячок (Chelemys macronyx)
      - Большой кротовый хомячок (Chelemys megalonyx)

    - Род Geoxus
      - Длиннокоготный кротовый хомячок (Geoxus valdivianus)

    - Род Notiomys
      - Кротовый хомячок Эдвардса (Notiomys edwardsii)

    - Род Pearsonomys
      - Pearsonomys annectens

  - Триба Phyllotini
    - Род Хомячки чако (Andalgalomys)
      - Хомячок Олрога (Andalgalomys olrogi)
      - Хомячок Пирсона (Andalgalomys pearsoni)
      - Andalgalomys roigi

    - Род Andinomys
      - Андийский хомячок (Andinomys edax)

    - Род Большеухие хомячки (Auliscomys)
      - Боливийский большеухий хомячок (Auliscomys boliviensis)
      - Пёстрый большеухий хомячок (Auliscomys pictus)
      - Андийский большеухий хомячок (Auliscomys sublimis)

    - Род Вечерние хомячки (Calomys)
      - Боливийский вечерний хомячок (Calomys boliviae)
      - Коварный хомячок (Calomys callidus)
      - Большой вечерний хомячок (Calomys callosus)
      - Calomys cerqueirai
      - Calomys expulsus
      - Calomys fecundus
      - Вечерний хомячок Хаммелинка (Calomys hummelincki)
      - Малый вечерний хомячок (Calomys laucha)
      - Андийский вечерний хомячок (Calomys lepidus)
      - Засушливый хомячок (Calomys musculinus)
      - Перуанский вечерний хомячок (Calomys sorellus)
      - Изящный вечерний хомячок (Calomys tener)
      - Calomys tocantinsi
      - Calomys venustus

    - Род Chinchillula
      - Шиншилловый хомячок (Chinchillula sahamae)

    - Род Высокогорные хомячки (Eligmodontia)
      - Песчанковый хомячок (Eligmodontia moreni)
      - Андийский песчанковый хомячок (Eligmodontia puerulus)
      - Eligmodontia hirtipes
      - Хомячок Моргана (Eligmodontia morgani)
      - Высокогорный хомячок (Eligmodontia typus)

    - Род Патагонские шиншилловые хомячки (Euneomys)
      - Патагонский шиншилловый хомячок (Euneomys chinchilloides)
      - Роющий шиншилловый хомячок (Euneomys fossor)
      - Кусающийся хомячок (Euneomys mordax)
      - Шиншилловый хомячок Петерсона (Euneomys petersoni)

    - Род Galenomys
      - Хомячок Гарлеппа (Galenomys garleppi)

    - Род Граомисы (Graomys)
      - Graomys centralis
      - Бледный листоухий хомячок (Graomys domorum)
      - Хомячок Эдиты (Graomys edithae)
      - Серо-жёлтый хомячок (Graomys griseoflavus)

    - Род Irenomys
      - Чилийский хомяк (Irenomys tarsalis)

    - Род Loxodontomys
      - Южный большеухий хомячок (Loxodontomys micropus)
      - Loxodontomys pikumche

    - Род Neotomys
      - Андийский болотный хомяк (Neotomys ebriosus)

    - Род Листоухие хомячки (Phyllotis)
      - Дружелюбный хомячок (Phyllotis amicus)
      - Андийский листоухий хомячок (Phyllotis andium)
      - Phyllotis anitae
      - Буэнос-айресский листоухий хомячок (Phyllotis bonariensis)
      - Козий листоухий хомячок (Phyllotis caprinus)
      - Листоухий хомячок Дарвина (Phyllotis darwini)
      - Решительный листоухий хомячок (Phyllotis definitus)
      - Листоухий хомячок Хаггарда (Phyllotis haggardi)
      - Phyllotis limatus
      - Листоухий хомячок-магистр (Phyllotis magister)
      - Листоухий хомячок Осгуда (Phyllotis osgoodi)
      - Злаковниковый листоухий хомячок (Phyllotis osilae)
      - Листоухий хомячок Вульфсона (Phyllotis wolffsohni)
      - Желтозадый листоухий хомячок (Phyllotis xanthopygus)

    - Род Punomys
      - Punomys kofordi
      - Хомячок пуны (Punomys lemminus)

    - Род Кроликовые хомяки (Reithrodon)[10]
      - Кроликовый хомяк (Reithrodon auritus)[10]
      - Reithrodon typicus

    - Род Salinomys
      - Salinomys delicatus

    - Род Tapecomys
      - Tapecomys primus

    - † Род Ichthyurodon
      - † Ichthyurodon ameghinoi

    - † Род Olympicomys
      - † Olympicomys vossi

    - † Род Tafimys
      - † Tafimys powelli

  - Incertae sedis
    - Род Хулиомисы (Juliomys)
      - Juliomys ossitenuis
      - Малый хулиомис (Juliomys pictipes)
      - Большой хулиомис (Juliomys rimofrons)

    - † Род Megaoryzomys
      - † Megaoryzomys curioi

## Природоохранный статус
Хлопковохомяковые являются важной частью экосистемы и служат пищей большому числу хищников. Некоторые рассматриваются, как сельскохозяйственные и домашние вредители; являются переносчиками опасных болезней, например, геморрагической лихорадки. Используются как лабораторные животные. Некоторые виды добываются ради меха.
Многие виды хлопковохомяковых занесены в Международную Красную книгу, среди них 13 видов — со статусом «уязвимые» (vulnerable), 11 — со статусом «вымирающие» (endangered) и 4 — как «находящиеся в критическом состоянии» (critically endangered):
- Nectomys parvipes,
- Oryzomys gorgasi,
- Sigmodontomys aphrastus,
- Rhagomys rufescens.

Кроме того, 5 видов по состоянию на 2004 г. объявлены вымершими, включая 2 галапагосских вида: Nesoryzomys darwini и Nesoryzomys indefessus. Хлопковохомяковые, особенно обитающие в изоляции на островах, крайне чувствительны к разрушению среды обитания и нападениям завезённых хищников — крыс, кошек, мангустов.

## Комментарии
1. ↑  В двух разных книгах В. Е. Соколов предлагает разные названия для рода Anotomys. В "Систематике млекопитающих" — по названию единственного вида "Эквадорские рыбоядные хомячки"[3], а в пятиязычном словаре — "Рыбоядные хомячки", в связи с тем, что к этому же роду им был отнесён и колумбийский рыбоядный хомячок[4], ныне веделенный в род Chibchanomys.